# United Football League 2011
La temporada 2011 de la United Football League (UFL) fue la tercera temporada. Esta comenzó el 15 de septiembre y finalizó el 15 de octubre de 2011; contó con cuatro equipos, cada uno jugó 4 partidos. No se jugó el calendario completo y el juego de campeonato se jugó el 21 de octubre entre los equipos ubicados en las primeras posiciones, en el que Virginia Destroyers derrotó a Las Vegas Locomotives por 17 a 3.

## Cambios para la temporada
La temporada se planeó para iniciar en agosto cuando la NFL se encontrara en pretemporada y durante este periodo se jugarían juegos en Domingos pero a causa del paro laboral suscitado en la National Football League la liga se vio obligada a aplazar el inicio de la liga hasta septiembre.
Se incorporó el equipo de expansión Virginia Destroyers que jugara en la ciudad de Virginia Beach, Virginia.
El equipo de Florida Tuskers cesó operaciones en la liga debido a que los estadios son de gran capacidad y no resultaron rentables. En agosto se anunció que Hartford Colonials también deja de operar en la liga por lo que la liga se jugara con 4 equipos

## Cambios Entrenador en jefe
|                     | Entrenador       |                                 |                                                                                                 |
| Equipo              | 2010             | 2011                            | Nota                                                                                            |
| Hartford Colonials  | Chris Palmer     | Jerry Glanville -               | Chris Palmer fue nombrado coordinador ofensivo de Tennessee Titans. Cerro operación en la liga. |
| Florida Tuskers     | Jay Gruden       | -                               | Cese de operaciones                                                                             |
| Omaha Nighthawks    | Jeff Jagodzinski | Joe Moglia                      |                                                                                                 |
| Virginia Destroyers | Expansión        | Jay Gruden Marty Schottenheimer | Jay Gruden no inicio en la temporada ya que fue contratado por Cincinnati Bengals.              |

## Equipos
| Equipos                   | En UFL desde | Títulos | Estadio                   |
| ------------------------- | ------------ | ------- | ------------------------- |
| Las Vegas Locomotives     | 2009         | 2       | Sam Boyd Stadium          |
| Omaha Nighthawks          | 2010         | -       | TD Ameritrade Park Omaha  |
| Sacramento Mountain Lions | 2009         | -       | Hornet Stadium            |
| Virginia Destroyers       | 2011         | -       | Virginia Beach Sportsplex |

## Draft
El Draft de 2011 se llevó a cabo el 2 de mayo consistió en 10 rondas para cada equipo. El 15 de agosto se realizó un draft para colocar a los jugadores que ya estaban firmados con Hartford Colonials en los otros equipos de la liga.

## Clasificación
| Virginia Destroyers       | 3 | 1 | 0 | 0.750 | 105 | 63  |
| Las Vegas Locomotives     | 3 | 1 | 0 | 0.750 | 83  | 67  |
| Omaha Nighthawks          | 1 | 3 | 0 | 0.250 | 62  | 96  |
| Sacramento Mountain Lions | 1 | 3 | 0 | 0.250 | 80  | 104 |

## Resultados
| Las Vegas Locomotives     | SML   | VID   |       | OMN      | OMN   |  |  |
| Las Vegas Locomotives     | 23-17 | 17-34 |       | 30-10    | 13-6  |  |  |
| Omaha Nighthawks          | VID   |       | SML   | LVL      | LVL   |  |  |
| Omaha Nighthawks          | 13-23 |       | 33-30 | 10-30    | 6-13  |  |  |
| Sacramento Mountain Lions | LVL   |       | OMN   | VID      | VID   |  |  |
| Sacramento Mountain Lions | 17-23 |       | 30-33 | 6-28     | 27-20 |  |  |
| Virginia Destroyers       | OMN   | LVL   |       | SML\|SML |       |  |  |
| Virginia Destroyers       | 23-13 | 34-17 |       | 28-6     | 20-27 |  |  |

## Jugador de la semana
| Semana | Semana | Nombre                                          | Equipo                                     |
| ------ | ------ | ----------------------------------------------- | ------------------------------------------ |
| 1      | OF     | Chase Clement (QB) Dominic Rhodes (RB)          | Las Vegas Locomotives Virginia Destroyers  |
| 1      | DE     | Marquis Floyd (CB)                              | Las Vegas Locomotives                      |
| 1      | ST     | Aaron Woods (WR)                                | Sacramento Mountain Lions                  |
| 3      | OF     | Jeremiah Masoli (QB) John David Washington (RB) | Omaha Nighthawks Sacramento Mountain Lions |
| 3      | DE     | Stuart Schweigert (S)                           | Omaha Nighthawks                           |
| 3      | ST     | Jeff Wolfert (K)                                | Omaha Nighthawks                           |
| 4      | OF     | Dominic Rhodes (RB)                             | Virginia Destroyers                        |
| 4      | DE     | Tony Taylor (LB)                                | Virginia Destroyers                        |
| 4      | ST     | Clint Stitser (K)                               | Las Vegas Locomotives                      |